# Omorgus melancholicus
Omorgus melancholicus es una especie de escarabajo del género Omorgus, familia Trogidae. Fue descrita científicamente por Fåhraeus en 1857.
Esta especie se encuentra en Madagascar, Namibia, Botsuana, Sudáfrica, República Democrática del Congo, Kenia, Tanzania, Senegal, Gambia, Sierra Leona, Costa de Marfil, Ghana, Nigeria, Chad, Sudán, Etiopía, Camerún, República Centroafricana, Uganda, Ruanda, Angola, Zambia, Malaui, Zimbabue y Yemen, también en Italia.